# Mike Tully
Mike Tully, född den 21 oktober 1956 i Long Beach, Kalifornien, är en amerikansk friidrottare inom stavhopp.
Han tog OS-silver i stavhopp vid friidrottstävlingarna 1984 i Los Angeles. 